# Hospital

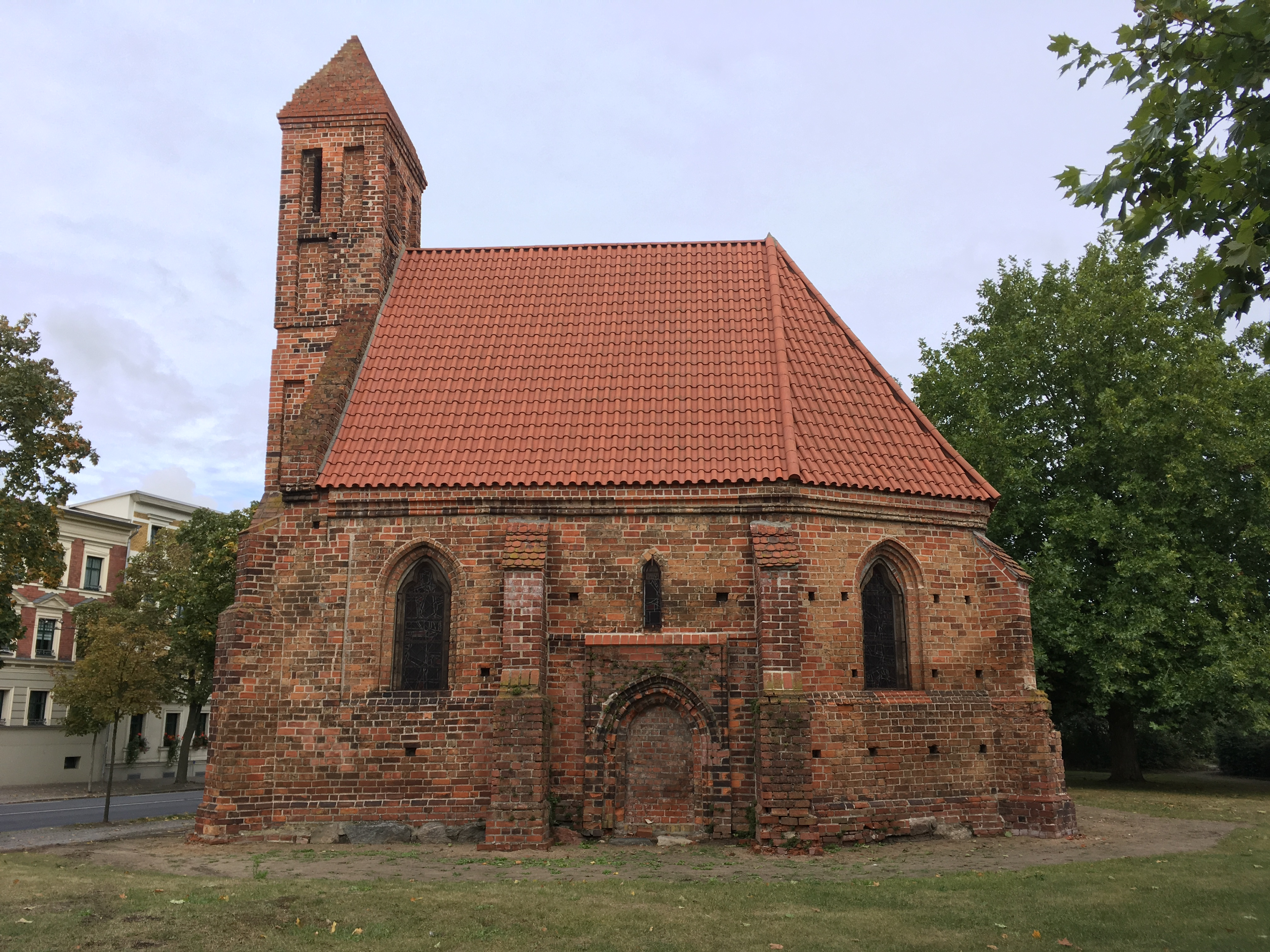
Die wohl Mitte des 14. Jahrhunderts erbaute Hospitalkapelle St. Georg in Eberswalde gehörte zum erstmals 1359 erwähnten von einem Pestkirchof umgebenen Sankt-Georg-Hospital das als Leprosorium diente.

Hospital, kurz Spital (Plural Hospitäler bzw. Spitäler), ist eine Bezeichnung für Pflegeheime, Altenheime und Krankenhäuser. Ursprünglich bezeichnete es die meist christlich geführten Pilgerherbergen und Armenhäuser.

## Begriff
Die bereits im Mittelhochdeutschen verwendeten Begriffe hospital und spital, volkstümlich auch spittel, stammen beide von lateinisch hospitāle ‚Gastzimmer, Herberge‘ (seit dem 4. Jahrhundert, Neutrum von hospitalis ‚gastfreundlich, zum Gastwirt gehörend‘, abgeleitet von hospes ‚Gastfreund, Gastwirt; Gast‘).
Die in ein Hospital aufgenommenen hießen Hospitaliten.
Je nach Art der Einrichtung wurden Hospitäler auch als Seelhaus, Bruderhaus, Nosocomium (von altgriechisch νόσος nósos, deutsch ‚Krankheit‘ und κομεῖν komeîn, deutsch ‚pflegen‘), Prestenhaus, (Sonder-)Siechenhaus, Leprosorium, Pesthaus oder Blatternhaus bezeichnet.
Seit der Einrichtung moderner Krankenhäuser Anfang des 19. Jahrhunderts werden diese nur noch in einigen Gegenden Deutschlands und fallweise in Österreich als Hospital, in Österreich aber bevorzugt und in der Schweiz fast ausschließlich als Spital bezeichnet.
Leiter des Hospitals war in der Regel ein Geistlicher und wurde Hospitalmeister oder Spitalmeister, lateinisch Hospitalarius, davon abgeleitet auch Hospitaliter, Hospitaler, Spitteler oder Spittler genannt. Diese wurden in den Hospitalorden der Kreuzzüge vom Großhospitaliter oder Großspittler beaufsichtigt (vgl. Großspittler des Deutschen Ordens).
Aus hospitale in der Bedeutung Herberge entwickelte sich über altfranzösisch (h)ostel die Wörter Hotel und Hostel.

## Geschichte
Vorläufer der Hospitäler waren die um das 4. Jahrhundert auch in Gallien und Italien aufkommenden, oströmischen Xenodochien. Diese waren christlich geprägt, boten Fremden, Gästen, Pilgern, Hilfsbedürftigen, Kranken, Armen, Gebrechlichen, Witwen und Waisen Zuflucht. Vor allem auf der Regel des Benedikt von Nursia beruhten die sich im 6. Jahrhundert entwickelnden klösterlichen Hospitäler, die im Mittelalter neben bischöflichen oder stiftischen Spitälern Armen, Pilgern und Kranken Hilfe boten. Die Abtei von St. Maurice soll bereits im 8. Jahrhundert ein Fremdenspital besessen haben. Im Jahr 816 bestimmte die Aachener Synode, dass jedes Kloster oder Kollegiatstift über die Einrichtung eines hospitale verfügen solle. Der Grundriss von Klosterspitälern bzw. klösterlichen Spitalanlagen entsprach im Allgemeinen dem Plan des Klosters St. Gallen aus dem 9. Jahrhundert. Seit einem Dekret von Papst Clemens V. aus dem Jahre 1312 brauchten die Hospitäler nicht mehr zwingend Kirchengut im engeren Sinn von Besitztum und Verfügungsgewalt zu sein. Als karitative Einrichtungen besaßen sie aber weiterhin kirchlichen Charakter. Jedermann konnte nun zum Heil seiner Seele ein Hospital gründen und auf eigene Rechnung betreiben, musste aber die Erlaubnis des Bischofs einholen, wenn er eine Spitalkirche, Kapelle, einen Altar oder einen Friedhof eingliedern und einen Spitalgeistlichen einstellen wollte.
Viele Spitäler wurden in Form von Stiftungen, den Hospitalstiftungen, gegründet und gemeinnützig geführt. Die meisten verblieben in der Rechtsform der Stiftung. Wenige wurden zu Vereinen umgewandelt. Ein Beispiel für ein frühes Hospital in Deutschland, das von einer Familie aus deren Vermögen gegründet und bis zum Tode des Gründers auch von diesem geleitet wurde, war das Hospital von Johann Twente und seiner Frau. Es wurde im Jahre 1339 vor den Toren der Stadt Osnabrück gebaut und Mitte des 16. Jahrhunderts in den ehemaligen Twenteschen Besitz in der Altstadt verlegt.
Zu den ältesten noch bestehenden Spitälern in Deutschland zählen das 1267 erstmals erwähnte Hospital zum heiligen Geist in Frankfurt am Main, das 1308 gestiftete Hospital zum Heiligen Geist in Fritzlar sowie das 1316 gestiftete Bürgerspital zum Heiligen Geist in Würzburg.
Die Aufgaben der Spitäler waren mannigfaltig und basierten auf den Werken der Barmherzigkeit: Speisung, Aufnahme und Bekleidung der Armen, Beherbergung der Fremden, Pflege der Alten und Kranken sowie Bestattung der Toten. Kommunalisierung, Verpfründung (d. h., die Insassen kauften sich mit der Erwerbung von Pfründen ein) und Spezialisierung waren die Tendenzen, die das Spitalwesen seit dem 14. Jahrhundert in den Städten bestimmten. Bestimmte Einrichtungen waren als Hohes Hospital etabliert.
In dieser Tradition führen noch heute die sozialen Einrichtungen der beiden großen Kirchen in Deutschland, die evangelische Diakonie und die katholische Caritas sowie deren angegliederte kirchliche Träger viele Pflege-, Alten- und Behinderteneinrichtungen, so zum Beispiel die Evangelische Heimstiftung in Baden-Württemberg mit mehr als 6000 Heimplätzen und 5500 Beschäftigten.
Um die Wende zum 14. Jahrhundert ging im deutschsprachigen Raum die Verwaltung zahlreicher Hospitäler in die Hände städtischer Obrigkeiten über.
Nach der Definition der Historikerin Claudia Tiggemann-Klein sind Gesundheitsfürsorge, Wohltätigkeitssinn und Frömmigkeit die drei Grundpfeiler des Hospitalwesens. Als Beispiele früher Hospitäler, die heute nicht mehr als solche genutzt werden, gelten etwa die Einrichtungen
- Großes Hospital
- Hospital Schwiesau
- St.-Georg-Hospital Calvörde

Hospitäler, die auch in der Gegenwart noch der Altenpflege und Krankenpflege dienen, sind beispielsweise
- Heiligen-Geist-Hospital (Lübeck)
- Heiliggeistspital (Freising)
- Hospital zum Heiligen Geist (Fritzlar)
- Hospitalstiftung zum Heiligen Geist (Kaufbeuren)
- Hospital zum Heiligen Geist (Hamburg)
- Bürgerspital zum Heiligen Geist (Würzburg)
- Stiftung Juliusspital Würzburg[12]